# Lahntal zwischen Marburg und Gießen
Lahntal zwischen Marburg und Gießen este o arie protejată (arie de protecție specială avifaunistică — SPA) din Germania întinsă pe o suprafață de 742,78 ha, integral pe uscat.

## Localizare
Centrul sitului Lahntal zwischen Marburg und Gießen este situat la coordonatele 50°41′40″N 8°43′15″E / 50.6944°N 8.7208°E.

## Înființare
Situl Lahntal zwischen Marburg und Gießen a fost declarat arie de protecție specială avifaunistică în noiembrie 2004 pentru a proteja 55 de specii de animale.

## Biodiversitate
Situată în ecoregiunea continentală, aria protejată nu include niciun habitat protejat.
La baza desemnării sitului se află mai multe specii protejate de  păsări (55): lăcar mare (Acrocephalus arundinaceus), lăcar-de-rogoz (Acrocephalus schoenobaenus), fluierar de munte (Actitis hypoleucos), pescăruș albastru (Alcedo atthis), rață mică (Anas crecca crecca), rață cârâitoare (Anas querquedula), Anser albifrons albifrons, fâsă-de-câmp (Anthus campestris), fâsă de luncă (Anthus pratensis), Ardea cinerea cinerea, ciuf de câmp (Asio flammeus), rața moțată (Aythya fuligula), Charadrius dubius curonicus, prundaș gulerat mare (Charadrius hiaticula), Charadrius morinellus, chirighiță neagră (Chlidonias niger), erete de stuf (Circus aeruginosus), erete vânăt (Circus cyaneus), erete cenușiu (Circus pygargus), prepeliță (Coturnix coturnix), cristeiul de câmp (Crex crex), lebădă de iarnă (Cygnus cygnus), egretă albă (Egretta alba), presură de grădină (Emberiza hortulana), șoim de iarnă (Falco columbarius), becațină comună (Gallinago gallinago), Ixobrychus minutus minutus, capîntortură (Jynx torquilla), sfrâncioc roșiatic (Lanius collurio), ciocârlie de pădure (Lullula arborea), Luscinia svecica cyanecula, becațină mică (Lymnocryptes minimus), presură sură (Miliaria calandra), pietrar sur (Oenanthe oenanthe), vultur pescar (Pandion haliaetus), bătăuș (Philomachus pugnax), codroșul de pădure (Phoenicurus phoenicurus), ploier auriu (Pluvialis apricaria), Podiceps cristatus cristatus, Podiceps nigricollis nigricollis, cresteț pestriț (Porzana porzana), Rallus aquaticus aquaticus, pițigoi-pungar (Remiz pendulinus), lăstun de mal (Riparia riparia), mărăcinar (Saxicola rubetra), mărăcinar negru (Saxicola torquatus), chiră de baltă (Sterna hirundo), Sterna paradisaea, corcodel mic (Tachybaptus ruficollis), fluierar negru (Tringa erythropus), fluierar de mlaștină (Tringa glareola), fluierar cu picioare verzi (Tringa nebularia), fluierarul de zăvoi (Tringa ochropus), fluierarul cu picioare roșii (Tringa totanus), nagâț (Vanellus vanellus).
Pe lângă speciile protejate, pe teritoriul sitului au mai fost identificate 1 specie de păsări.